# Melekeok

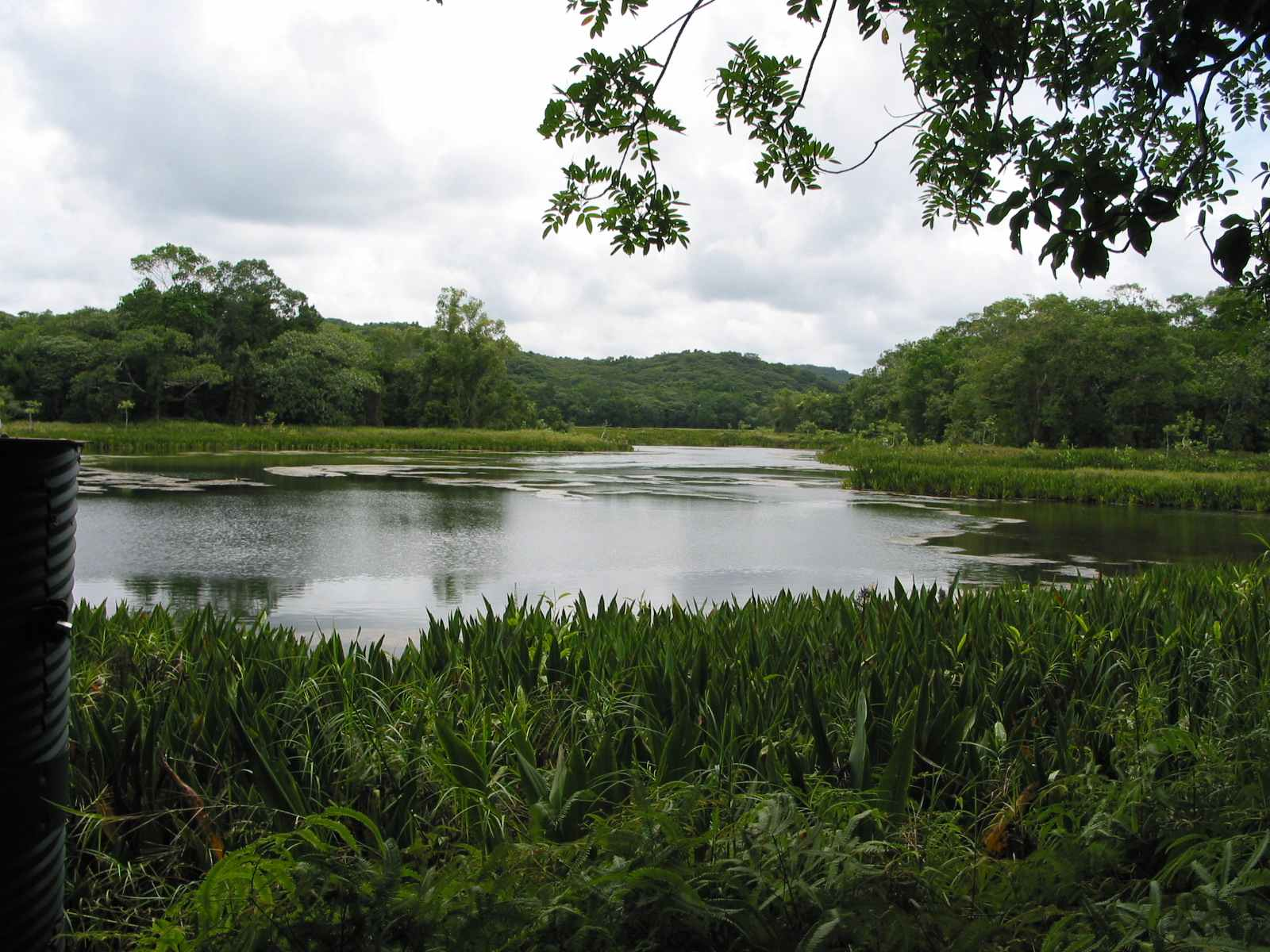
Llac Ngardok

Melekeok és una vila i un dels setze estats de les illes Palau, a Oceania. Està situada a la costa oriental de l'illa principal de Palau, Babeldaob. L'estat de Melekeok té 28 km² d'extensió i se situa entre Ngchesar al sud i Ngiwal al nord.
El 7 d'octubre del 2006, la vila de Melekeok va esdevenir la seu del govern de Palau en substitució de Koror, l'antiga capital.
Segons l'últim cens (de l'any 2000), l'estat de Melekeok té una població de 391 habitants, distribuïts en set pobles, entre els quals s'inclou Melekeok, la capital:
1. Melekeok'
2. Ertong
3. Ngeburch
4. Ngeremecheluch
5. Ngermelech
6. Ngerubesang
7. Ngeruling

El llac Ngardok, dins l'estat de Melekeok, és la massa d'aigua dolça més gran de tot Micronèsia. Té una superfície de 493 hectàrees i té una petita població de cocodrils marins (Crocodylus porosus).